# Rehabilitatie (psychiatrie)
Rehabilitatie is in de psychiatrie een vorm van hulpverlening aan mensen met ernstige en langdurige psychiatrische problematiek.
Psychiatrische rehabilitatie is een visie die is uitgewerkt in een technologie.
De visie gaat ervan uit dat hulpverlening altijd gericht behoort te zijn op de hele mens, gericht op diens wensen en behoeften en zoveel mogelijk aansluitend bij de sterke kanten van het individu.
De techniek is erop gericht mensen te helpen bij het verkennen, kiezen, verkrijgen en behouden van persoonlijke doelen. Ze bestaat uit gesprekshandleidingen voor het ondersteunen van 
- het onderzoeken en ontwikkelen van doelvaardigheid (d.i. het vermogen om een doel te stellen)
- het stellen van doelen
- het nagaan van de noodzakelijke vaardigheden en hulpbronnen om die doelen te bereiken
- het leren of op de juiste momenten leren toepassen van vaardigheden
- het creëren, verkrijgen of gebruiken van hulpbronnen
- de planning van het proces
- het beschrijven en oplossen van problemen

Psychiatrische rehabilitatie is ontwikkeld door het Center for Psychiatric Rehabilitation aan Boston University en wordt in Nederland onderwezen door de Stichting Rehabilitatie '92 te Bilthoven. R92 gebruikt de Individuele Rehabilitaite Benadering (IRB) als methodiek. De IRB is een evidence based interventie. Het lectoraat rehabilitatie van de Hanzehogeschool in Groningen gebruikt dezelfde visie en technieken.